# Juan Carlos Jaramillo
Juan Carlos Jaramillo (28 de marzo de 1978, Bogotá, Colombia) es un exfutbolista, actor, modelo y comentarista deportivo Colombiano residente en Ecuador.
Como futbolista profesional destacó en su sus pasos por Millonarios de Colombia y Emelec de Ecuador. Durante su carrera anotó más de 35 goles. Fue campeón con Millonarios de la Copa Merconorte 2001 (actual Copa Sudamericana) anotando un gol en la final. Con Emelec se consagró campeón en la primera división en el año 2002 marcando 10 goles en dicho torneo.
Después de su retiro como futbolista, regreso en 2005 a Guayaquil, Ecuador donde incursionó en el modelaje, la actuación y más recientemente como comentarista deportivo. Actualmente (2020) continúa viviendo allí.

## Clubes
| Club             | País     | Año       |
| ---------------- | -------- | --------- |
| Deportivo Cuenca | Ecuador  | 1998      |
| Millonarios      | Colombia | 1999-2002 |
| Emelec           | Ecuador  | 2002      |
| Millonarios      | Colombia | 2003      |
| Santa Fe         | Colombia | 2003      |
| Millonarios      | Colombia | 2004      |
| Boyacá Chicó     | Colombia | 2005      |

## Palmarés

### Campeonatos nacionales
| Título                 | Club   | País    | Año  |
| ---------------------- | ------ | ------- | ---- |
| Campeonato Ecuatoriano | Emelec | Ecuador | 2002 |

### Copas internacionales
| Título          | Club        | País     | Año  |
| --------------- | ----------- | -------- | ---- |
| Copa Merconorte | Millonarios | Colombia | 2001 |